# Elacatinus janssi
Elacatinus janssi är en fiskart som beskrevs av Bussing, 1981. Elacatinus janssi ingår i släktet Elacatinus och familjen smörbultsfiskar. IUCN kategoriserar arten globalt som livskraftig. Inga underarter finns listade i Catalogue of Life.